# Ломазо
Ломазо (итал. Lomaso) је насеље у Италији у округу Тренто, региону Трентино-Јужни Тирол.
Према процени из 2011. у насељу је живело 232 становника. Насеље се налази на надморској висини од 493 м.

## Становништво
| 1931. | 1936. | 1951. | 1961. | 1971. | 1981. | 1991. | 2001. |
| ----- | ----- | ----- | ----- | ----- | ----- | ----- | ----- |
| 1.813 | 1.614 | 1.649 | 1.558 | 1.388 | 1.297 | 1.233 | 1.408 |